# 长春西汀

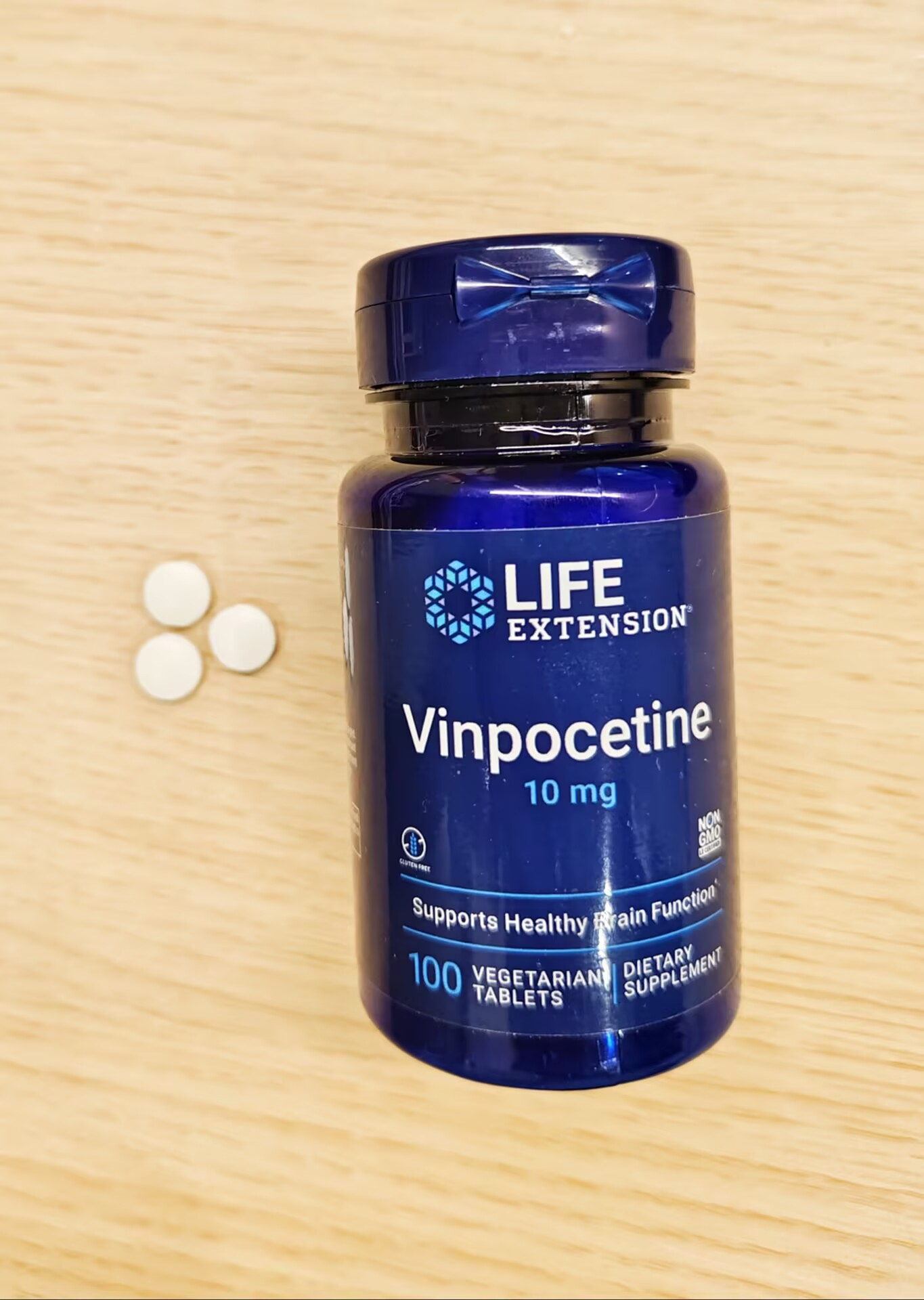
膳食补充剂公司Life Extension销售的长春西汀片，每片10mg

长春西汀（英語： 或 ethyl apovincaminate），商品名开文通（英語：Cavinton）等，是一种有机化合物，化学式为C22H26N2O2，属于长春花生物碱，存在于小蔓长春花（学名：Vinca minor）的叶中